# Roba de llengües

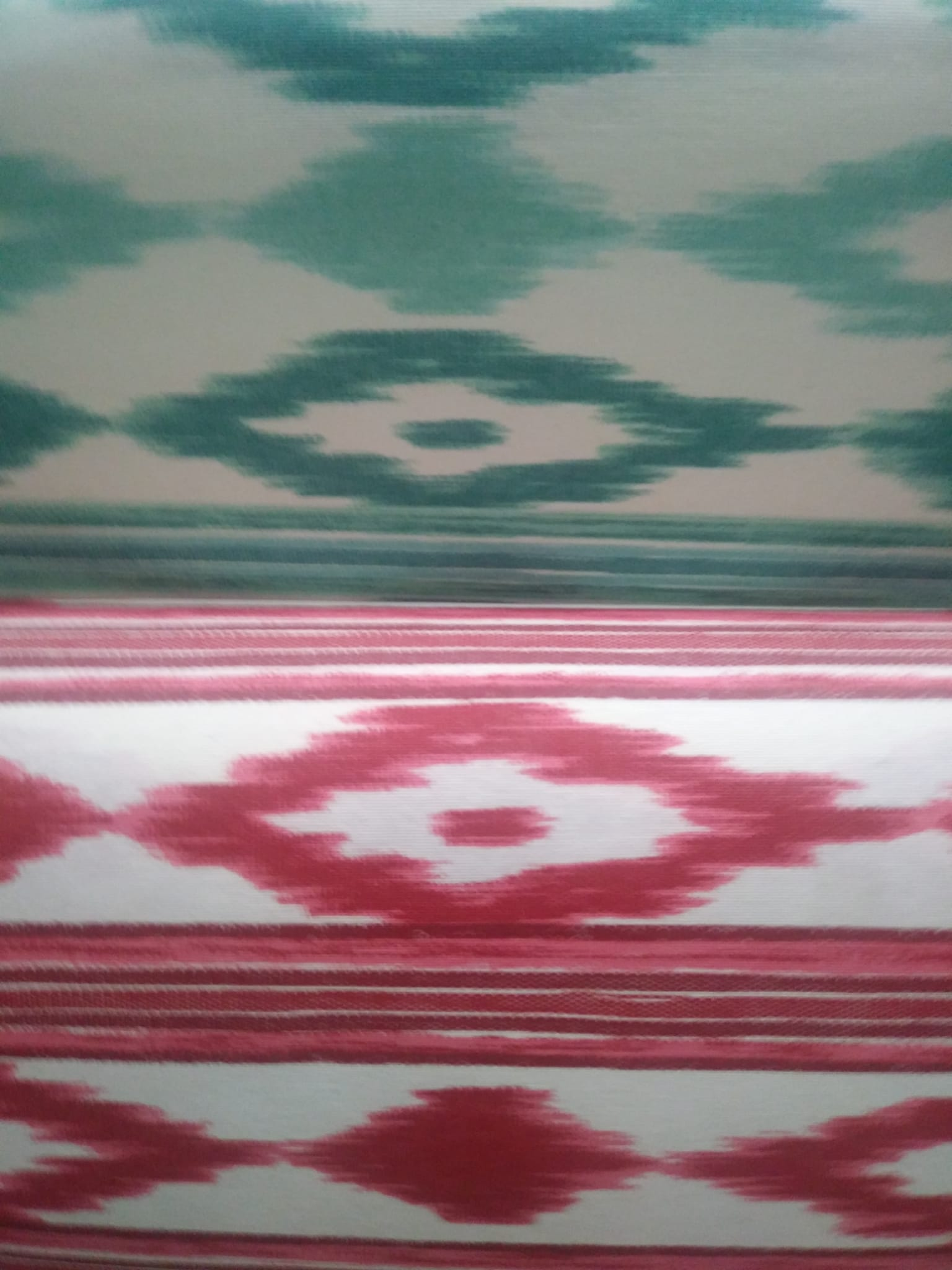
Imitació en plàstic de la roba de llengües de Mallorca

La roba de llengües és una tècnica de fabricació de teixits tradicional de Mallorca. El seu origen es creu que es remunta a la tècnica de l'ikat, una tela que no té revés, que degué arribar a Mallorca a través de la Ruta de la Seda. El novembre de 2019, el Consell de Mallorca va declarar la seva intenció de declarar-lo Bé d'interès cultural immaterial. Un dels pocs tallers que queden a Mallorca que encara manufacturen aquesta tela és Tallers Vicens, a Pollença, que el 2014 va fer 150 anys. Els altres tres tallers que quedaven el 2014 eren Teixits Riera (1896, Biniamar), Texits Bujosa (1948, Santa Maria del Camí) i José Cañamares (Establiments).